# 临海公主 (刘宋)
临海惠公主（?—?），中国南北朝刘宋公主，父亲宋文帝，是刘义隆的第四女。
临海惠公主嫁给了何颙之，何颙之是何悠之的儿子，何尚之的侄子。何悠之历任义兴郡太守，侍中，太常。何颙之在宋明帝之世，官至通直常侍。史书称海盐公主也是宋文帝刘义隆的第四女，或与临海惠公主为一人。